# Hesperantha erecta
Hesperantha erecta är en irisväxtart som först beskrevs av John Gilbert Baker, och fick sitt nu gällande namn av George Bentham och John Gilbert Baker. Hesperantha erecta ingår i släktet Hesperantha och familjen irisväxter. Inga underarter finns listade i Catalogue of Life.